# Mälardrottningen
För andra betydelser, se Mälardrottningen (olika betydelser).

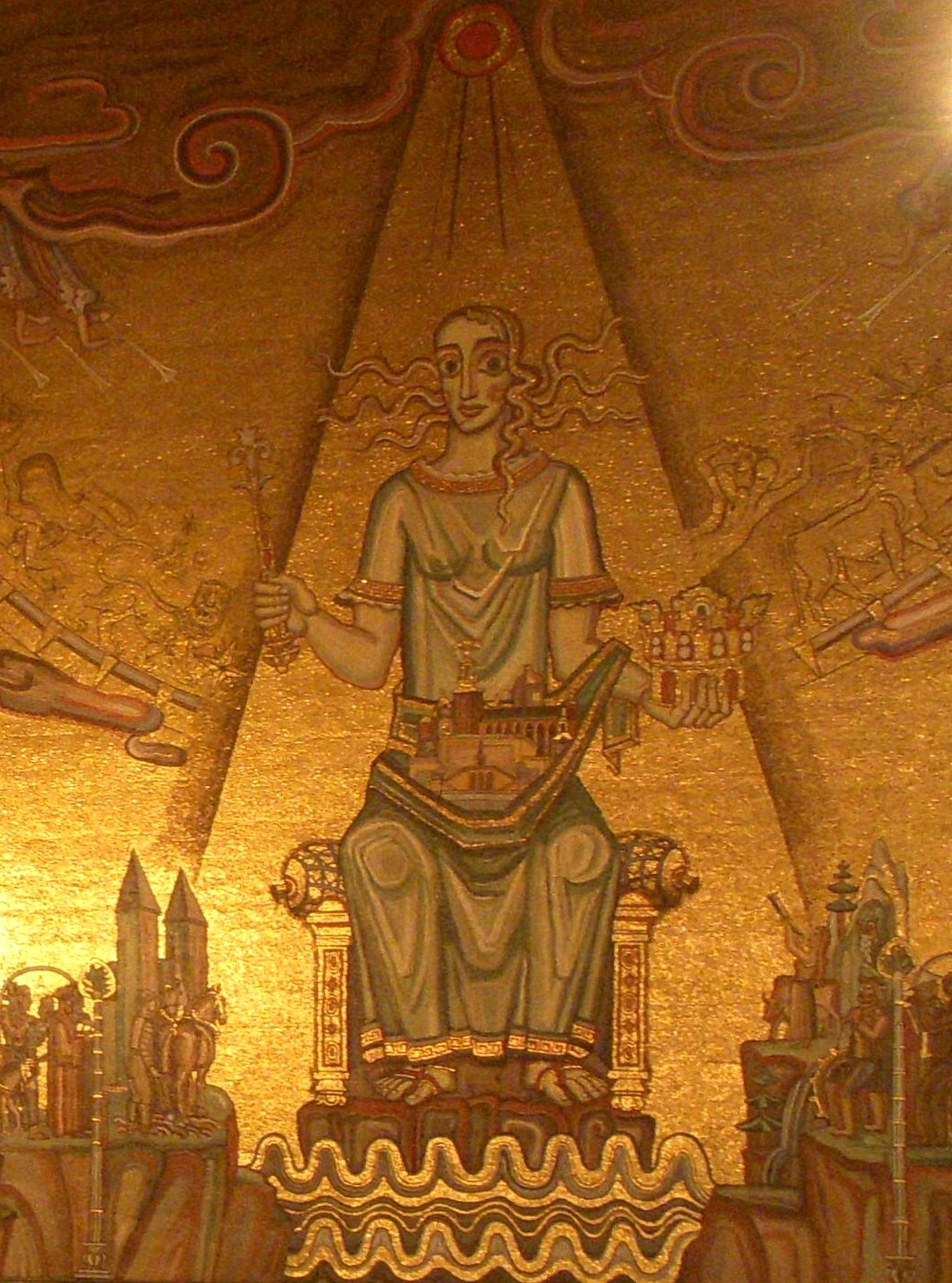
Mälardrottningen i Gyllene salen

Mälardrottningen är ett smeknamn på Stockholm som har använts åtminstone sedan 1860-talet och syftar på stadens dominerande plats vid den östligaste delen av sjön Mälaren.
Mälardrottningen har även gett namn till bland annat en mosaik uppförd 1923 i Gyllene salen i Stockholms stadshus, båthotellet Mälardrottningen vid Södra Riddarholmshamnen, och en skulptur av Walter Bengtsson vid Högskolan i Halmstad.

## I litteratur
- Hentzel, Roland; Gardar Sahlberg, Gösta Selling, Gotthard Johansson (1939). Mälardrottningens underliga öden från Gustaf III till Gustaf V. Stockholm. Libris 2700272
- Nordensvan Georg, red (1895). Mälardrottningen: En skildring i ord och bild af Sveriges hufvudstad och dess omgifningar : Med inemot 400 illustr. 1:a-4:e hft.. Stockholm: Fahlcrantz & K. Libris 1625028